# Kenza Sosse
Kenza Sosse (* 10. November 1999) ist eine katarische Sprinterin und Hürdenläuferin, die sich auf die 400-Meter-Distanz spezialisiert hat.

## Sportliche Laufbahn
Erstmals bei einer internationalen Meisterschaft trat Kenza Sosse 2019 bei den Asienmeisterschaften in Doha an, bei denen sie im 400-Meter-Lauf mit 61,88 s in der ersten Runde ausschied, wie auch im 400-Meter-Hürdenlauf mit 69,31 s. Dank einer Wildcard durfte sie im Oktober an den Heimweltmeisterschaften ebendort teilnehmen und schied auch dort über 400 Meter mit 66,76 s in der Vorrunde aus.

## Persönliche Bestzeiten
- 400 Meter: 61,88 s, 21. April 2019 in Doha (katarischer Rekord)
- 400 m Hürden: 69,31 s, 21. April 2019 in Doha